# Planctolpium arboreum
Planctolpium arboreum es una especie de arácnido del orden Pseudoscorpionida de la familia Olpiidae.

## Distribución geográfica
Se encuentra en Colombia,México, República Dominicana y  Jamaica.